# Susan Thompson Buffett Foundation
Die Susan Thompson Buffett Foundation ist eine gemeinnützige Organisation, die vom US-amerikanischen Investor und Industriellen Warren Buffett gegründet wurde.

## Geschichte
Die Susan Thompson Buffett Foundation wurde als Buffett Foundation 1964 in Omaha, Nebraska, von Warren Buffett zur Verwaltung seiner wohltätigen Spenden gegründet. Sie wurde zu Ehren seiner verstorbenen Frau Susan Thompson Buffett (1932–2004) benannt.
Im Jahr 2014 rangierte die Stiftung an dritter Stelle unter den Familienstiftungen, gemessen an den geleisteten Zuwendungen. Sie investiert in großem Umfang in reproduktive Gesundheit und Familienplanung auf der ganzen Welt, einschließlich erheblicher Investitionen in Abtreibung und Verhütungsmittel. Laut Mother Jones ist die Susan Thompson Buffett Foundation bekannt für ihren Fokus auf den Zugang zu Abtreibung und für ihre Diskretion. Oft erscheinen Geldgeber bei den Zuwendungsbestätigungen nur als anonyme Spender.
Der überwiegende Teil der Stiftung besteht aus seinen persönlichen Beteiligungen an Berkshire Hathaway, die Warren Buffett zu fast 40 % direkt kontrolliert und seit Mitte der 1960er Jahre persönlich verwaltet.